# دوغ أباد (صحرا بردسكن)
دوغ أباد (بالفارسية: دوغ‌آباد) هي قرية تقع في إيران في قسم صحرا الريفي.